# Homo.pl
Homo.pl – pełnometrażowy film dokumentalny w reżyserii Roberta Glińskiego, zrealizowany w 2007 roku przez wytwórnię filmową Filmcontract Ltd, na zlecenie telewizji HBO Polska. Film ukazuje trudności prawne, obyczajowe i kulturowe, na które napotykają osoby homoseksualne. W ogólnym wydźwięku film pomija kwestie i poglądy polityczne bohaterów filmu.

## Twórcy filmu
- Reżyseria: Robert Gliński
- Scenariusz: Jacek Wasilewski
- Zdjęcia: Jan Budzowski, Przemysław Kamiński
- Udźwiękowienie: Leszek Freund, Jerzy Murawski, Michał Robaczewski, Tomasz Wieczorek
- Montaż: Krzysztof Szpetmański, Jan Mironowicz
- Kierownictwo produkcji: Jacek Dąbrowski-Udziela
- Produkcja: Filmcontract Ltd dla HBO Polska

## Obsada
- Artur Orzoł
- Dagmara Molga
- Eliza Kostrzewa
- Krzysztof Bogumił Nowak
- Krzysztof Kliszczyński[2][3]
- Michał Hucał
- Rafał Dembe
- Sylwia Kucharczyk
- Waldemar Zboralski

## Treść filmu
Film ukazuje codzienne życie trzech par gejów, pary lesbijek i samotnej lesbijki. Osoby występujące w filmie odpowiadały na ten sam zestaw pytań dotyczących ich życia: kiedy rozpoznały swoją homoseksualność, jak zareagowała na to rodzina i najbliższe otoczenie, jak doszło do poznania się par, jak radzą sobie w codziennym życiu, jaki jest ich stosunek do legalizacji związków par homoseksualnych oraz jak odnoszą się do kwestii wychowywania dzieci w tych związkach.
Jedna z par gejów, mieszkająca w Warszawie, złożyła sobie w 2006 roku prywatne ślubowanie, podobne do ślubowań składanych w kościołach protestanckich. Druga para gejów na emigracji w Anglii zawarła rejestrowany związek partnerski jesienią 2007 roku. Pozostali uczestnicy filmu również chętnie skorzystaliby z możliwości legalizacji swojego związku.

## Oglądalność i dostępność filmu
- Film był emitowany przez stację telewizyjną HBO kilkakrotnie w 2008[4] i 2011 roku[5]
- Film był prezentowany na 8. Międzynarodowym Festiwalu Filmowym Era Nowe Horyzonty (ENH) we Wrocławiu, w lipcu 2008[6][7]
- Film był prezentowany na Krakowskim Festiwalu Filmowym w Krakowie w czerwcu 2008[8]
- Film był prezentowany podczas 20. Festiwalu Filmu Polskiego w Ameryce w Chicago w listopadzie 2008[1][9]
- Film był prezentowany podczas objazdowego 2. Festiwalu Filmu Queer „a million different loves!?” w okresie od listopada 2008 do lutego 2009, w Łodzi, Katowicach, Gdańsku, Szczecinie, Toruniu, Lublinie, Olsztynie, Krakowie i Wrocławiu[10][11]
- Film był prezentowany na pokazach organizowanych dla różnych środowisk w Polsce, m.in.
  - podczas „Innych Dni” w Zielonej Górze, w maju 2010[2][3][12]
  - podczas Bydgoskich Dni Różnorodności w Bydgoszczy, w maju 2010[13]
  - w Miejskim Ośrodku Sztuki w Gorzowie Wielkopolskim w listopadzie 2010[14]
- Film był prezentowany podczas Ogólnopolskiego Festiwalu Kultury Queer w listopadzie 2013 w Gdańsku[11]

## Opinie o filmie
- Według recenzji filmu, opublikowanej w serwisie interia.pl podczas 8. Międzynarodowego Festiwalu Filmowego Era Nowe Horyzonty we Wrocławiu w lipcu 2008[15]:

W „homo.pl” nie ma walczących w okopach wojny z homofobią i nietolerancją, nie ma parad i całej rzeszy obrazków opatrzonych przez media. Jest za to spokojna historia kilku par gejowskich i lesbijskich, wśród których jest i fryzjer, i pielęgniarz czy fotografka. Wszyscy szczerze opowiadają o swoich emocjach, o pierwszym spotkaniu, o swoim dzieciństwie. Naturalnie, bez niepotrzebnej ideologii. Tak po prostu.
- Według recenzji, opublikowanej w serwisie culture.pl podczas 20. Festiwalu Filmu Polskiego w Amerycez listopada 2008 r.[1][9]:

Polscy geje i lesbijki, żyjący w stałych związkach, nie potwierdzają stereotypu życia wypełnionego setkami erotycznych przygód. Wierność i normalność są dla nich bardzo ważne, mimo iż rzeczywistość, w której przyszło im żyć, nie ułatwia im codziennej egzystencji. Homo.pl to ciepły portret pozbawiony jakiegokolwiek politowania czy wyższości. „Oni” to jedni z „nas”.
- Według recenzji, opublikowanej w serwisie filmoznawcy.pl podczas Krakowskiego Festiwalu Filmowego w czerwcu 2008[16]:

Ten bardzo subtelny portret środowiska polskich homoseksualistów nie epatuje seksem ani szukaniem taniej sensacji, koncentrując się raczej na ukazaniu normalnego świata normalnych ludzi. Jest to z pewnością ważny głos w polskiej dyskusji na temat osób homoseksualnych.
- Według opracowania dra Bartłomieja Nowaka z Uniwersytetu Jagiellońskiego[17]:

W Polsce nadal powstaje niewiele filmów, w których pojawiają się geje i lesbijki, a z tych istniejących jedynie nieliczne pokazują bohaterów jako osoby decydujące się na tworzenie rodzin nienormatywnych.
Osoby homoseksualne wybrane przez Glińskiego niewątpliwie nie pretendują do bycia reprezentatywnymi dla całego polskiego środowiska gejów i lesbijek; mimo to Michał i Artur, Rafał i Krzysiek, Waldek i Krzysiek, Eliza, Dagmara i Sylwia stanowią pewien przekrój, różniąc się wyglądem, sposobem bycia, statusem majątkowym, historią życia i stopniem jego „jawności”.
Waldek jest przeciwny adopcji ze względu na dobro dziecka, którego życie zostałoby – jego zdaniem – zniszczone przez konserwatystów, w tym katechetów na lekcjach religii, którzy nie omieszkaliby wyśmiewać dziecko za to, że pochodzi z nienormatywnej rodziny.
- Według reżysera filmu[18]:

…nie temat decyduje, do jakiego obiegu trafia film. W Polsce kinowa dystrybucja filmu dokumentalnego jest w powijakach. Myślę jednak, że za parę lat pełnometrażowe dokumenty będą się pojawiać i w kinach.